# Akalé Wubé
Akalé Wubé (signifiant en amharique « beauté de l'âme ») est un groupe d'éthio-jazz français. Formé en 2009, il joue une relecture moderne du funk-jazz éthiopien des années 1960 (parfois appelé éthio-jazz) et des musiques traditionnelles actuelles d’Éthiopie.

## Biographie
Akalé Wubé a réalisé quatre albums, collaboré avec nombre d'artistes dont Manu Dibango, Mahmoud Ahmed, Mulatu Astatqe entre autres, et joué plus de deux cents concerts en France, Grande-Bretagne, Allemagne, Danemark, Pologne, Belgique, Suisse, Espagne, Portugal, Corée du Sud, Chine, Maroc, Éthiopie, Mozambique, Lesotho, Swaziland, et Afrique du Sud.
En 2016, le groupe rencontre Francis Falceto qui leur suggère de collaborer avec le vétéran éthiopien Girma Bèyènè et de publier un nouvel album, Mistakes on Purpose (volume 30 de la collection Éthiopiques de Buda Musique). Le groupe cesse d'exister an avril 2021.

## Membres
- Paul Bouclier — trompette, bugle, krar, percussions
- Étienne de la Sayette — saxophones, flûtes, mbira, claviers
- Loïc Réchard — guitare
- Oliver Degabriele — basse
- David Georgelet — batterie
- Pierre Dachery — ingénieur du son

## Discographie
- 2010 : Akalé Wubé (Clapson)[3]
- 2012 : Mata (Nabligam)
- 2014 : Sost (Clapson)[4]
- 2017 : Mistakes on Purpose avec Girma Bèyènè (volume 30 de la collection Éthiopiques) (Buda Musique)[1]